# Deppea erythrorhiza
Deppea erythrorhiza är en måreväxtart som beskrevs av Diederich Franz Leonhard von Schlechtendal och Adelbert von Chamisso. Deppea erythrorhiza ingår i släktet Deppea och familjen måreväxter. Inga underarter finns listade i Catalogue of Life.